# Arborophila hyperythra
Arborophila hyperythra е вид птица от семейство Phasianidae.

## Разпространение
Видът е разпространен в Индонезия и Малайзия.